# Jorge Alberto Sabato
Jorge Alberto Sabato (4 de junio de 1924 - 16 de noviembre de 1983) fue un físico y tecnólogo argentino de formación científica autodidacta y destacado en el campo de la metalurgia y de la enseñanza de la física. Es reconocido por su aporte al estudio de las políticas científico-tecnológicas, donde destaca la formulación del triángulo de Sabato.

## Biografía
Hijo de Vicente Esteban Sabato (hermano del escritor Ernesto Sábato) y Brígida Condrón. Estudió en la Escuela Normal de Quilmes donde se recibió de maestro en 1942 y en julio de 1947 se recibió de profesor en Física en el Instituto Nacional de Profesorado Secundario de la ciudad de Buenos Aires. Apenas egresado fue profesor de las Escuelas Municipales Raggio. Allí comenzó a trabajar, junto con Alberto Maiztegui, en un libro de física para la escuela secundaria que finalmente publicaron en 1951. Militó activamente en la Unión Cívica Radical.
Se especializó de forma autodidacta en metalurgia, mientras trabajaba como periodista para ganarse la vida. Bajo diferentes pseudónimos, escribió artículos sobre ciencia y tecnología para los diarios Crítica y La Prensa y las revistas "Qué sucedió en Siete Días" y "Vea y Lea".
En 1952 armó un pequeño laboratorio de investigación para la empresa Decker en la que trabajó hasta 1954 cuando creó la empresa IMET (Investigaciones Metalúrgicas). En diciembre de ese año, durante el gobierno de Juan Perón, se sumó a la Comisión Nacional de Energía Atómica (CNEA). Dentro de la CNEA formó el Departamento de Metalurgia cuyo principal objetivo era brindar apoyo al inconcluso Plan Nuclear que preveía la construcción de cinco centrales para el año 2000. Además, en 1962 se creó a su instancia el Servicio de Asistencia Técnica a la Industria (SATI).  Fue director del Departamento hasta 1968 cuando pasa a desempeñarse como Gerente de Tecnología de la CNEA. En 1968 creó el Curso Panamericano de Metalurgia, donde científicos de toda América comparecían y comparecen a instruirse en los últimos avances en la materia. 
En 1971 fue nombrado presidente de Servicios Eléctricos del Gran Buenos Aires (SEGBA). Desde ese lugar creó la Empresa Nacional de Investigación y Desarrollo Eléctrico (ENIDE), que según palabras de Sabato tenía dos objetivos: "de producir y comercializar tecnología eléctrica" y "servir de modelo de demostración, que permita organizar otras fábricas de tecnología en otros sectores".
Escribió varios libros y artículos periodísticos además de los de orden científico. Publicó trabajos científicos en español, francés, inglés, portugués y alemán. 
Se casó con Lydia Añez. Su hija Hilda Sabato es una destacada historiadora, profesora titular de la Universidad de Buenos Aires e investigadora principal del Consejo Nacional de Investigaciones Científicas y Técnicas (Argentina) (CONICET) especializada en historia política y social argentina y latinoamericana del siglo XIX. Sus primos, hijos de Ernesto Sábato, son Jorge Federico Sabato y Mario Sabato. 

## Pensamiento y legado
Hoy el Instituto Jorge A. Sabato, dependiente de la UNSAM y la CNEA, es el heredero del curso panamericano de metalurgia y, después de su muerte, lleva su nombre como homenaje. 

### Triángulo de Sabato
El Triángulo de Sabato es un modelo de política científico-tecnológica que postula que, para que realmente exista un sistema científico-tecnológico, es necesario que el Estado (como diseñador y ejecutor de la política), la infraestructura científico-tecnológica (como sector de oferta de tecnología) y el sector productivo (como demandante de tecnología), estén relacionados fuertemente de manera permanente. Estas son las interrelaciones del triángulo.
Cada vértice debe tener sólidas intrarrelaciones, que son las que existen entre las diversas instituciones que lo componen. Por ejemplo, en el sector Estado debe haber coherencia entre la política implícita y la política explícita, entre los diversos ministerios y organismos autónomos, etc.
Finalmente las extrarrelaciones se refieren a las relaciones que tienen los vértices con entidades del exterior.
El triángulo es el modelo más simple de dependencia tecnológica: mientras más fuertes sean las extrarrelaciones, más débiles o inexistentes serán las inter e intrarrelaciones y más demorará el país para disminuir su dependencia.

## Obras
- El pensamiento latinoamericano en la problemática ciencia - tecnología - desarrollo - dependencia. Placted. Biblioteca Nacional Argentina, 2011.
- Bases para un régimen de tecnología. Redes. Revista de estudios sociales de la ciencia y la tecnología, 4 (10). pp., 1997.
- Ensayos con humor. Ediciones de la Urraca, 1983.
- La producción de tecnología. Autónoma o transnacional. México: Nueva Imagen, 1982. (en colaboración con Mackenzie, Michael).
- Ensayos en campera. Buenos Aires: Juárez, 1979.
- Tecnología y estructura productiva. Documentación. México: Instituto Latinoamericano de Estudios Transnacionales, 1979. (en colaboración con Mackenzie, Michael).
- "Transferencia de tecnología: una selección bibliográfica." (No Title) (1978)
- El Club Roma : anatomía de un grupo de presión. La documentación contemporánea . Síntesis. Buenos Aires, Placted, 1976. (en colaboración con Furtado, Celso; Beckerman, Wilfred; Pavón, Ramiro; Herrera, Amilcar; Varsavsky, Oscar; Pelachaud, Guy; Kosma, Ferenz; Kaminski, Bartolomiej y Okolski, Marek)
- El pensamiento latinoamericano en la problemática ciencia - tecnología - desarrollo - dependencia. Serie Mayor, 18. Buenos Aires: Paidós, 1975.
- Ciencia, tecnología, desarrollo y dependencia. Mensaje, 1061 .Tucumán: Universidad Nacional de Tucumán, 1974.
- El comercio de tecnología. Documentación. EEUU: OEA, Washington, D.C, 1972.
- Quince años de metalurgia en la Comisión Nacional de Energía Atómica. Ciencia Nueva (15). pp. 7-15. 1972.
- ¿Laboratorios de investigación o fábricas de tecnología? In: ¿Laboratorios de investigación o fabricas de tecnología? Política científica y ciencia política. Los libros de Ciencia Nueva . Buenos Aires: Ciencia Nueva, pp. 5-45, 1972.
- SEGBA: cogestión y Banco Mundial. Juárez, 1971.
- La ciencia y la tecnología en el desarrollo de América Latina. In: Tiempo Latinoamericano. América Latina: Ciencia y tecnología en el desarrollo de la sociedad . Chile: Editorial Universitaria pp. 59-76, 1970. En colaboración con (Botana, Natalio).
- Los modelos matemáticos numéricos como herramientas de decisión en problemas cuantificables. Informe Técnico. Argentina, Buenos Aires: Universidad de Buenos Aires. Facultad de Ciencias Exactas y Naturales. Instituto de Cálculo, 1965. (Inédito) (En colaboración con Varsavsky, Oscar; O'Connell, Arturo; Lugo, N. (Colaborador); Malajovich, M. (Colaborador); Paunero, H. (Colaborador);  y Yohay, V. (Colaborador)
- Introducción a la física I y II. Buenos Aires: Editorial Kapeluz,1958. (en colaboración con Alberto P. Maiztegui)

La obra de Jorge Sabato fue recopilada y puede visitarse en el repositorio de ESOCITE

## Premios y distinciones
- "Orden Nacional de las Palmas Académicas", en el grado de "Oficial". Otorgada por el Gobierno de Francia en 1965
- Premio Olivetti por el trabajo "Estudio de preinversión de una central nuclear para la zona del Gran Buenos Aires y Litoral". 1966.
- "Premio Programa Multinacional de Metalurgia". Otorgado por la OEA en 1972.